# Grand-père Ivan
 (mars 2020).
Améliorez-le ou discutez des points à vérifier. 

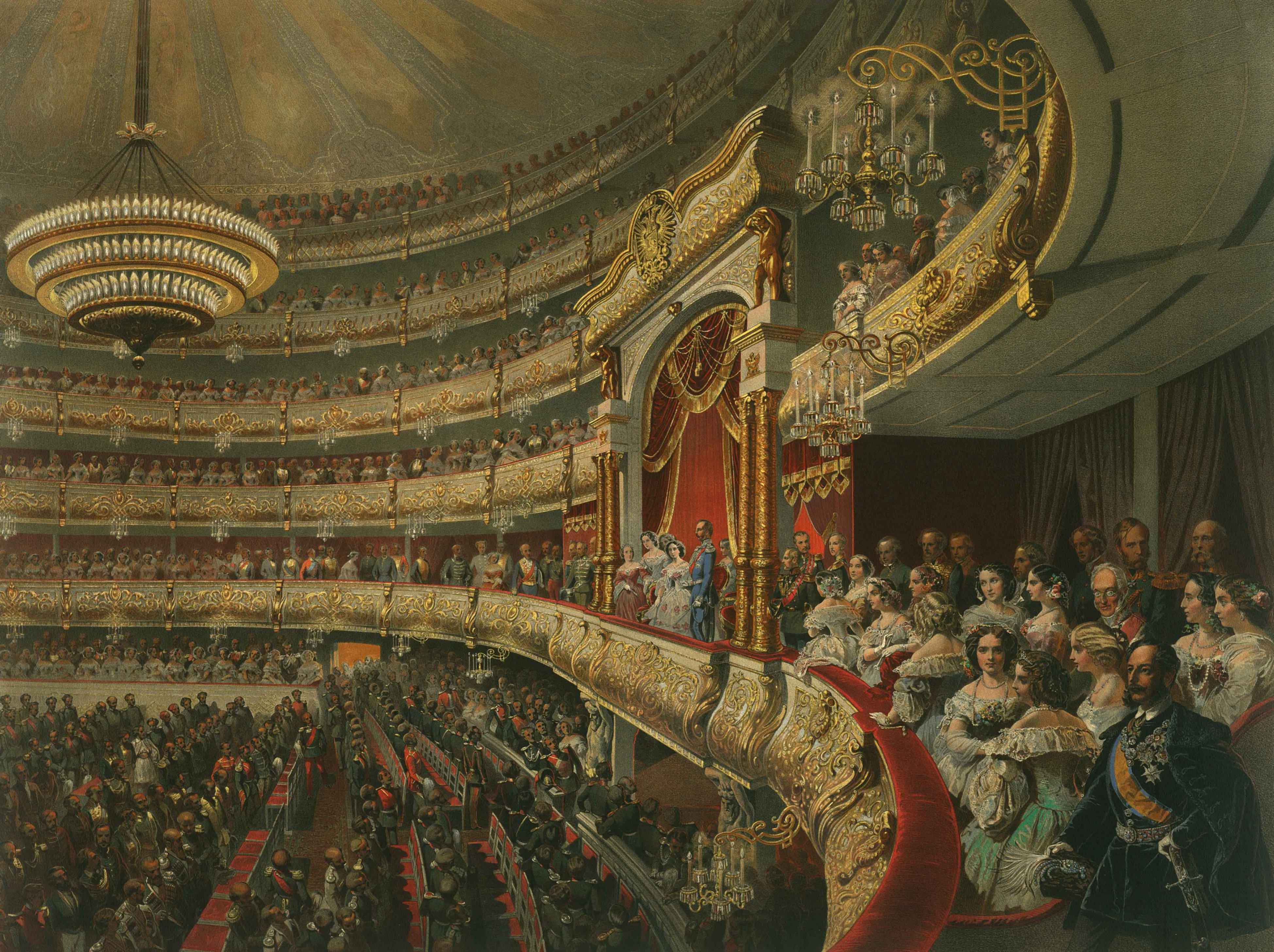
Alexandre le Libérateur de Bulgarie.

Le grand-père Ivan (bulgare : Дядо Иван) est l'image mythologisée de la Russie dans la conscience collective du peuple bulgare sous la domination ottomane. Il reflète les liens et l'héritage culturels et historiques dans les relations entre le Russie et la Bulgarie (en).

## Période moderne
Lors de la renaissance nationale bulgare (1750-1878), l'image du Grand-père Ivan a été identifiée avec les anciens dirigeants russes Ivan le Grand et Ivan le Terrible. Cette image est liée à l'ascension du Royaume de Bulgarie (1908-1946), et en général à l'idée d'une « Troisième Rome », qui fut finalisée dès 1591 avec l'ascension de Moscou au cinquième patriarcat orthodoxe (à la place de Rome en Pentarchie),.
Avec le traité de Constantinople (1700), la Russie établit des relations diplomatiques avec les Ottomans. Dans le même temps, les réformes de Pierre le Grand commencent. La Russie est élevée au rang d'empire le 22 octobre 1721 (le Secret du Roi est créé l'année suivante), et avec le déclin de l'Empire ottoman la renaissance bulgare s'enclenche. Après le projet grec, l'image du folklore est également utilisée à des fins politiques dans le contrôle des détroits (Guerre russo-turque de 1877-1878).

## Période contemporaine
Aujourd'hui, l'image du folklore bulgare est idéologisée et utilisée politiquement, car Grand-père Ivan est soit vêtu d'un bonnet phrygien (Libération de la Bulgarie), soit le pire tyran de l'histoire et un « ennemi de la démocratie »,.